# Ext2

یک inode ext2 با بلوک های داده غیرمستقیم و دوگانه غیرمستقیم تجسم شده است

ext2 که سرواژهٔ عبارت دومین فایل سیستم توسعه‌یافته (به انگلیسی: second extended filesystem) است، نام یک سیستم فایل برای هسته لینوکس است که در ابتدا توسط رمی کارد و به عنوان جایگزینی برای سیستم فایل توسعه‌یافته طراحی شد. پیاده‌سازی متعارف این سیستم‌فایل، درایوری به نام ext2fs در هسته لینوکس است. دیگر پیاده‌سازی‌ها (که در کیفیت و تمامیت با هم تفاوت دارند) در گنو هرد، مینیکس ۳، داروین، برخی از هسته‌های بی‌اس‌دی و مایکروسافت ویندوز موجود است. اکست۲ در برخی از توزیع‌های لینوکس نظیر دبیان و ردهت به عنوان سیستم‌فایل پیشفرض استفاده می‌شد تا اینکه توسط سیستم‌فایل جدیدتر اکست۳ جایگزین شد. اکست۳ تقریباً به طور کامل با اکس۲ سازگار است و علاوه بر آن به قابلیت ژورنالینگ هم مجهز است که کار خطایابی و اشکالزدایی را راحت‌تر می‌کند؛ با این حال، هنوز هم اکست۲ برای رسانه‌های ذخیره‌سازی مبتنی بر فلش نظیر کارت اس‌دی و یواس‌بی فلش درایو مورد استفاده قرار می‌گیرد، چرا که قابلیت ژورنالینگ در چنین رسانه‌های باعث افزایش کارایی نمی‌شود و بر روی اینگونه رسانه‌ها تنها می‌توان به تعداد مشخصی عمل نوشتن را انجام داد و به این ترتیب استفاده از قابلیت ژورنالینگ باعث کاهش عمر چنین رسانه‌هایی می‌شود.